# Ismail ibn Musa Menk

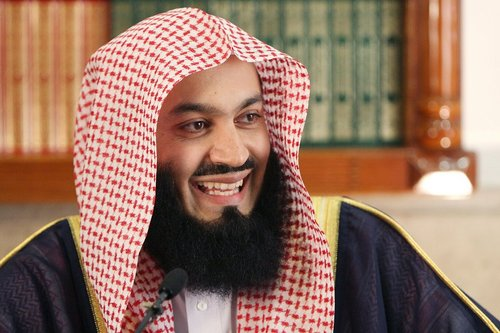
Mufti Menk

Ismail ibn Musa Menk (arabisch إسماعيل بن موسى منك; * 27. Juni 1975 in  Salisbury, Rhodesien), bekannt als Mufti Menk (arabisch المفتي منك) ist ein islamischer Gelehrter aus Simbabwe. Er ist der Großmufti der muslimischen Gemeinschaft Simbabwes, die etwa 1 % der Gesamtbevölkerung des Landes ausmacht, und Leiter der Fatwa-Abteilung des Rates der islamischen Gelehrten Simbabwes.
Im Jahr 2013, 2014 und 2017 wurde Menk vom Königliches Aal-al-Bayt-Institut für islamisches Denken in Jordanien als einer der 500 einflussreichsten Muslime der Welt benannt.

## Herkunft
Menk wurde am 27. Juni 1975 in Harare als Sohn von gujaratisch-indischen Eltern aus der Bharuchi-Vohra-Patel-Gemeinschaft geboren. Sein Vater, Maulana Musa Ibrahim Menk, ist ein muslimischer Prediger in Simbabwe. Aufgrund der Einwanderung seiner Eltern aus Indien und der damit verbundenen häufigen Praxis in der Bharachi-Vohra-Gemeinschaft, hat Mufti Menk die Sprachen Gujarati und Urdu sprechen gelernt. Er absolvierte seine ersten Studien zusammen mit seinem Vater, Maulana Musa, und lernte Arabisch, und den Koran auswendig. Für seine weiterführende Schulausbildung besuchte er das St. John’s College (Harare). Anschließend hat er seine religiöse Ausbildung und den Mufti-Kurs am Kantharia Darul Uloom in Gujarat, Indien, abgeschlossen. Menk wird von verschiedenen Quellen als Deobandi sowie als Salafi identifiziert, obwohl er sein Engagement in beiden Bewegungen nicht öffentlich angegeben hat.

## Haltung zum Terrorismus
Menk lehnt Terrorismus ab und hat seine Hilfe bei der Eindämmung von religiösem Extremismus auf den Malediven zugesichert. Am 31. März 2018 forderte er liberianische Muslime auf, Gewalt zwischen Muslimen und Christen zu vermeiden, und argumentierte, dass Muslime und Christen Brüder und Schwestern von einem Vater, dem Propheten Adam, sind. Er gibt den westlichen Medien die Schuld daran, dass sie die Welt irreführen, indem sie behaupten, Muslime seien Terroristen. Laut Gulf News sagte Menk, dass jeder auf dieser Erde Teil einer Familie und von einem Schöpfer gemacht ist und daher niemand das Recht hat, einen Glauben oder eine Überzeugung einem anderen aufzuzwingen.